# Памятник семье (Саранск)
Памятник семье  установлен в городе Саранск в центре города на перекрестке улиц Советская и Демократическая, рядом со Свято-Феодоровским Кафедральным собором, в 2008 году. Автор монумента — скульптор Н. М. Филатов. Памятник выполнен из бронзы.

## Описание
Памятник был поставлен в 2008 году, который был объявлен годом семьи. Инициатором создания памятника стал Николай Меркушкин — глава Мордовии.
Скульптурная композиция изображает идущую по улице многодетную семью в полный рост: отца с младшим ребёнком на плечах, беременную мать и ещё двоих детей по краям, держащихся за руки родителей. Памятник отличается реалистичностью — все люди запечатлены в момент движения. Символически памятник отображает семью, как символ незыблемых ценностей, которые являются фундаментом общества.
Памятник традиционно является обязательным местом посещения свадебных процессий проходящих в городе.
В 2018 году Ассоциация туроператоров России включила памятник в свой рейтинг самых оригинальных памятников страны, которые привлекают внимание любителей селфи.